# Chiến dịch phản công Salsk–Rostov
Chiến dịch Salsk-Rostov (có tên mã là "Chiến dịch Sông Đông") là chiến dịch phản công có quy mô lớn nhất của quân đội Liên Xô trong năm 1943 tại Mặt trận Kavkaz. Từ ngày 1 tháng 1 đến ngày 24 tháng 1 năm 1943, các tập đoàn quân cận vệ 2, 28 và 51 của Phương diện quân Nam (Liên Xô) đã tấn công dọc theo bờ Nam sông Đông và hai bờ sông Sal từ khu vực Zhukovskoye, Kotelnikovo, Dubovskoye, Khutorskoy và Elista đến tuyến sông Manych. Từ ngày 10 đến ngày 18 tháng 1, Quân đoàn xe tăng 3 và Quân đoàn xe tăng 57 (Đức) tổ chức kháng cự quyết liệt trên tuyến sông Manych, nơi quân đội Liên Xô đã phá đập nước làm ngập của một vùng rộng lớn để ngăn cản xe tăng Đức tấn công trong mùa hè năm 1942. Sử dụng kỵ binh và cơ giới đột kích từ hướng Bashanta và Yashanta vòng lên phía Bắc, ngày 21 tháng 1, Tập đoàn quân 28 đánh chiếm Salsk và đến ngày 23 tháng 1 đã đẩy lùi quân Đức thêm hơn 100 km về phía Tây Bắc. Ngày 24 tháng 1, Quân đoàn xe tăng 57 (Đức) được điều từ Tập đoàn quân xe tăng 4 đến đã chặn được cuộc tấn công của Tập đoàn quân cận vệ 2 (Liên Xô) tại Manychskaya trên ngã ba sông Đông và sông Sal, cách Rostov 45 km về phía Đông Từ ngày 25 tháng 1, cuộc phản công tiếp tục với sự tham gia của Tập đoàn quân 44 của Phương diện quân Bắc Kavkaz. Được tăng thêm lực lượng, trong đó có hai quân đoàn kỵ binh và một cụm xe tăng nhưng phải đến ngày 4 tháng 2, quân đội Liên Xô mới buộc được Quân đoàn xe tăng 3 (Đức) phải rút khỏi tuyến sông Manych. Tuy nhiên, ở cánh Bắc, Quân đoàn xe tăng 57 (Đức) vẫn liên tục phản kích vào Tập đoàn quân cận vệ 2 và tập đoàn quân 51 (Liên Xô), không cho các tập đoàn quân này vượt sông đánh sang Rostov. Trên cánh Nam Quân đoàn xe tăng 3 (Đức) cũng lập được một "vành đai thép" xung quanh hai cứ điểm Azov và Bataisk, chặn đứng cuộc tiến quân của các tập đoàn quân 44 và 28 trước cửa ngõ phía Nam Rostov. Phải đến ngày 12 tháng 2, sau khi được tăng cường Quân đoàn xe tăng 3 từ Tập đoàn quân xung kích 5 của tướng P. A. Rotmistrov Các tập đoàn quân 28 và Cận vệ 2 mới chọc thủng được phòng tuyến phía Đông và phía Nam Rostov. Ngày 14 tháng 2, Quân đoàn xe tăng 3 (Liên Xô) đánh chiếm Rostov nhưng đã muộn. Các tập đoàn quân xe tăng 1 và 4 (Đức) đã rút khỏi Rostov. thống chế Erich von Manstein điều động Cụm tác chiến Hollidt cùng các quân đoàn bộ binh 52, sư đoàn cơ giới 16 (Tập đoàn quân xe tăng 1) và sư đoàn đổ bộ đường không 15 (Tập đoàn quân 57) thiết lập tuyến phòng thủ vững chắc dọc theo bờ Tây sông Mius từ Taganrog đến phía Bắc Mataveev - Kurgan. Cuộc phản công đầu năm 1943 của quân đội Liên Xô phải dừng lại trên tuyến sông này.
Cuộc phản công Slask-Rostov đã không đạt được kết quả mong muốn như Bộ Tổng tư lệnh tối cao Liên Xô hoạch định. Cả hai phía đều có những nguyên nhân của phía mình để dẫn đến kết quả chiến dịch này. Đối với người Đức, đó là việc chủ động rút quân để tiếp tục cuộc chiến ở mặt trận Xô-Đức mà theo Adolf Hitler đánh giá, nó mang ý nghĩa sống còn đối với quân đội Đức Quốc xã và cả "Đế chế thứ ba". Sau những thành công trong việc sử dụng xe tăng làm mũi đột kích chủ yếu có chiều sâu và tốc độ cao, giờ đây, các xe tăng Đức lại được sử dụng cho chiến thuật mới phục vụ cho mục đích phòng ngự: Chiến thuật lá chắn thép. Trong các diễn biến sau này của cuộc chiến tranh thế giới thứ hai, quân Đức còn tiếp tục sử dụng chiến thuật này trong các trận đánh ở cả hai mặt trận phía Đông và phía Tây, điển hình là các trận đánh trên bờ sông Mets, vùng Strasburg ở mặt trận phía Tây và các trận Korsun - Shevchenko và giai đoạn cuối chiến dịch phòng ngự trên vùng hồ Balalton ở mặt trận phía Đông.
Đối với quân đội Liên Xô, đây là lần đầu tiên họ thực hiện tấn công trên một chiều sâu dài chưa từng có kể từ đầu cuộc chiến tranh vệ quốc vĩ đại. Vì vậy đã xảy ra tình trạng gián đoạn phổ biến trong việc tiếp tế vũ khí, đạn dược, nhiêu liệu, lương thực và bổ sung quân số. Một nghịch lý đã diễn ra là muốn hợp vây quân Đức đang rút lui thì phải tăng tốc độ hành quân. Nhưng điều đó lại mâu thuẫn với trang thiết bị hiện có cũng như những khó khăn về tiếp tế hậu cần trong điều kiện hầu như không có một tuyến vận chuyển nào không bị phá hoại đến mức các phương tiện thô sơ còn có hiệu quả hơn cả các phương tiện cơ giới. Điều đó đã dẫn đến hậu quả là các cuộc tấn công của các tập đoàn quân Liên Xô đều bị "hụt hơi" ở giai đoạn cuối. Khi gặp phải đội hình phòng ngự vững chắc của quân Đức trên tuyến sông Manych, sức chiến đấu của quân đội Liên Xô bị giảm sút đáng kể, không còn đủ lực lượng và phương tiện để đột phá tuyến phòng thủ của quân Đức.

## Bối cảnh
Sau Chiến dịch Bão Mùa đông thất bại, cuộc lui quân của các sư đoàn thiết giáp thuộc Tập đoàn quân xe tăng 4 (Đức) do tướng Hermann Hoth chỉ huy đã tạo điều kiện cho quân đội Liên Xô phản công chiếm lại khu vực bàn đạp chiến lược Kotelnikovo. Để cuộc rút lui khỏi trở thành một cuộc tháo chạy đối với Quân đoàn xe tăng 57, tướng Herman Hoth đã phải nhờ đến sự trợ giúp của Sư đoàn cơ giới 16 thuộc Tập đoàn quân xe tăng 1 (Đức) lúc này đã được rút về hoạt động ở phía Nam sông Sal. Đến giữa tháng 12 năm 1942, Sư đoàn cơ giới SS "Wiking" cũng được rút khỏi Bắc Kavkaz để khép chặt sườn trái của Tập đoàn quân xe tăng 1 với Tập đoàn quân xe tăng 4 (Đức) cũng như để bảo vệ các vị trí tiếp giáp nhau giữa các cụm tập đoàn quân "A" và "Sông Đông". Ngày 29 tháng 12 năm 1942, Tập đoàn quân 51 (Liên Xô) mở một cuộc phản đột kích xuyên qua phía Bắc thảo nguyên Kalmyk, đẩy tuyến mặt trận tiến thêm 100 km về phía Tây đến sông Bolshoy Gashun. Cùng thời điểm, Tập đoàn quân 28 cũng rời khỏi khu vực phía Tây Astrakhan tiến quân dọc theo đường cái Khulkhuta - Ulan Erge và đánh chiếm Elista ngày 30 tháng 12. Ngày 1 tháng 1 năm 1943, sau khi chuyển hai tập đoàn quân 57 và 64 cho Phương diện quân Sông Đông, một việc mà tướng A. I. Yeryomenko không hài lòng, Phương diện quân Stalingrad được gỡ bỏ nhiệm vụ tham gia tiêu diệt Tập đoàn quân 6 (Đức) đang bị vây tại Stalingrad để tập trung lực lượng cho cuộc tổng phản công ở Bắc Kavkaz. Cùng thời điểm, Cụm tác chiến Biển Đen đề xuất lên Bộ Tổng tham mưu quân đội Liên Xô đề xuất một kế hoạch chiến dịch phối hợp giữa cánh trái của Phương diện quân Nam (Tập đoàn quân 28 và Tập đoàn quân 51) với Cụm Biển Đen cùng tấn công từ hai phía Đông và Tây vào Tikhoretsk. Cánh phải của Phương diện quân Nam (Tập đoàn quân cận vệ 2 và Tập đoàn quân xung kích 5) sẽ tấn công vào Shakhty và Novoshakhtinsk rồi đánh chiếm Rostov. Nếu thực hiện được kế hoạch này, Cụm tập đoàn quân A (Đức) ở Bắc Kavkaz sẽ bị chia cắt thánh hai phần, một ở khu vực Maikop - Stavropol và một ở khu vực Kuban. Khi tính toán binh lược, Bộ Tổng tham mựu Liên Xô phát hiện thấy nguy cơ tách rời nhau giữa cánh trái và cánh phải của Phương diện quân Nam mà ở giữa là Tập đoàn quân xe tăng 4 (Đức) sẽ như một "cái nêm" chèn vào giữa hai cánh quân này và có thể đột kích vào bên sườn của cả hai cánh quân. Hơn nữa, do số phận của Tập đoàn quân 6 (Đức) chưa được định đoạt tại Stalingrad nên I. V. Stalin bác bỏ kế hoạch này. Ông yêu cầu Bộ Tổng tham mưu có một kế hoạch khác, trong đó các tập đoàn quân của cả Cụm Biển Đen và Phương diện quân Nam đều phải hướng đòn công kích vào Rostov để bao vây tại Bắc Kavkaz một lực lượng Đức đông đến 25 sư đoàn, lớn hơn cả cụm quân Đức bị vây tại Stalingrad. Chiến dịch được lấy tên mã là "Sông Đông" 
Để đối phó, Cụm tập đoàn quân A (Đức) nhanh chóng rút các lực lượng xe tăng khỏi các mặt trận Mozdok và Nalchik về phía Bắc, lập phòng tuyến ngăn chặn chính trên sông Kuma và bốn tuyến phòng thủ khác trên con đường rút quân dài hơn 400 km đến Rostov. Một lực lượng kỹ thuật đường sắt khổng lồ gồm 155 đoàn tàu, trung bình mỗi đoàn 20 toa xe được huy động cho việc rút quân. Thời lượng cho toàn bộ chiến dịch rút quân được xác định trong vòng 25 ngày, gần như trùng khớp với thời lượng mà Bộ Tổng tham mưu Liên Xô xác định cho các hành động tấn công vào Rostov. Để bảo đảm cho cuộc rút quân này không bị những lực lượng lớn hơn của quân đội Liên Xô ngăn chặn, Adolf Hitler đã cấm Tập đoàn quân 6 của tướng Friedrich Paulus đầu hàng và ra lệnh cho đạo quân đang bị vây hãm này phải "chiến đấu đến người lính cuối cùng" tại Stalingrad.

## Binh lực

### Quân đội Liên Xô
- Phương diện quân Nam nguyên là Phương diện quân Stalingrad do thượng tướng A. I. Yeryomenko làn tư lệnh, thiếu tướng I. S. Varennikov làm tham mưu trưởng và Ủy viên Bộ chính trị N. S. Khrushev làm ủy viên hội đồng quân sự là lực lượng chủ công của chiến dịch này với 1 tập đoàn quân cận vệ, 2 tập đoàn quân binh chủng hợp thành và một quân đoàn xe tăng. Biên chế cụ thể gồm có:
  - Tập đoàn quân cận vệ 2 do các trung tướng Ya. G. Kreiser và R. Ya. Malinovsky lần lượt chỉ huy, trong biên chế có:
    - Quân đoàn bộ binh cận vệ 1 gồm các sư đoàn bộ binh cận vệ 24, 33 và sư đoàn bộ binh 98;
    - Quân đoàn bộ binh cận vệ 13 gồm các sư đoàn bộ binh cận vệ 3, 49 và sư đoàn bộ binh 387;
    - Quân đoàn kỵ binh 4 gồm các sư đoàn kỵ binh 68, 81, trung đoàn pháo chống tăng 146 và trung đoàn pháo binh 4;
    - Quân đoàn cơ giới cận vệ 2 gồm các lữ đoàn cơ giới cận vệ 4, 5, 6; các trung đoàn xe tăng cận vệ 21, 22, các tiểu đoàn cơ giới 54, 408 và trung đoàn pháo chống tăng 117 (cận vệ)
    - Quân đoàn xe tăng cận vệ 3 gồm các lữ đoàn xe tăng cận vệ 3, 18, 19, lữ đoàn cơ giới 2, trung đoàn pháo tự hành cận vệ 3, trung đoàn pháo binh 324.
    - Các trung đoàn bộ binh 52, 128, 223 trực thuộc Tập đoàn quân.
    - Quân đoàn cơ giới 6 gồm các lữ đoàn cơ giới 51, 54, 56, các trung đoàn xe tăng 77, 78, trung đoàn cơ giới 63, trung đoàn chống tăng 417, trung đoàn súng cối 41 và tiểu đoàn cơ giới trinh sát 409
    - Sư đoàn bộ binh 300.
    - Sư đoàn pháo phòng không 15 gồm các trung đoàn 281, 342, 723 và 1264.
    - Các trung đoàn pháo binh hạng nặng 648 và 506;
    - Các trung đoàn pháo phản lực 1059, 1100 và 1101;
    - Các trung đoàn pháo súng cối 23, 48, 88 và 90;
    - Các trung đoàn pháo chống tăng 435, 535 và 1260.

  - Tập đoàn quân 28 do trung tướng V. F. Gerasimenko là tư lệnh, trong biên chế có:
    - Sư đoàn bộ binh cận vệ 34;
    - Sư đoàn bộ binh 248;
    - Các lữ đoàn bộ binh xung kích 52, 78, 79, 98, 99 và 116
    - Lữ đoàn xe tăng cận vệ 6;
    - Trung đoàn xe tăng 51;
    - Tiểu đoàn xe tăng 565;
    - Các tiểu đoàn cơ giới 30, 33, 35 và 46.
    - Các trung đoàn pháo binh 483, 484, 485.
    - Trung đoàn pháo binh cận vệ 76.

  - Tập đoàn quân 51 do thiếu tướng N. I. Trufanov chỉ huy, trong biên chế có:
    - Các sư đoàn bộ binh 87, 91, 126, 302;
    - Lữ đoàn bộ binh xung kích 76;
    - Quân đoàn cơ giới cận vệ 3 gồm các lữ đoàn cơ giới cận vệ 7, 8, 9, các trung đoàn xe tăng cận vệ 41, 42, trung đoàn cơ giới 61, trung đoàn pháo tự hành 44, trung đoàn pháo chống tăng 334.
    - Quân đoàn xe tăng 13 gồm các lữ đoàn xe tăng 13 và 17, các lữ đoàn cơ giới 61 và 62;
    - Lữ xe tăng 56 trực thuộc Tập đoàn quân.
    - Các trung đoàn pháo binh 491, 492, 665;
    - Trung đoàn pháo chống tăng 1246;
    - Các trung đoàn pháo phản lực 125, 486;
    - Các trung đoàn súng cối cận vệ 2, 51 và 80;
    - Sư đoàn pháo phòng không 2 gồm các trung đoàn pháo phòng không 1.069, 1.113, 1.117 và trung đoàn phòng không cận vệ 77;

  - Tập đoàn quân không quân 8 do trung tướng T. T. Khryukin chỉ huy, trong biên chế có:
    - Sư đoàn không quân 2 gồm trung đoàn tiêm kích 201 và trung đoàn cường kích 214
    - Các trung đoàn tiêm kích 235, 268, 287
    - Các trung đoàn cường kích 206, 226
    - Các trung đoàn nám bom cận vệ 270, 289 và 272
    - Các tung đoàn ném bom ban đêm 8 và 932;
    - Trung đoàn không quân trinh sát 678;
    - Các trung đoàn phục vụ mặt đất 31 và 32.
- Phương diện quân Bắc Kavkaz (nguyên là Cụm tác chiến Bắc Kavkaz) có một tập đoàn quân tham gia chiến dịch:
  - Tập đoàn quân 44 do thiếu tướng V. A. Khomenko chỉ huy, trong biên chế có:
    - Quân đoàn bộ binh 9 gồm các lữ đoàn bộ binh 43, 157 và 256;
    - Các sư đoàn bộ binh 223, 271, 320, 347, 409, 414 và 416;
    - Lữ đoàn bộ binh cận vệ 7
    - Các lữ đoàn xe tăng 2, 15, 63;
    - Trung đoàn xe tăng 225;
    - Các tiểu đoàn xe tăng độc lập 132, 249, 488;
    - Lữ đoàn pháo chống tăng 43;
    - Các tiểu đoàn trinh sát co giới 16 và 66;
    - Trung đoàn pháo hạng nặng 960;
    - Trung đoàn pháo phản lực 4;
    - Các trung đoàn pháo binh 268, 1231 và 1232;
    - Các trung đoàn pháo chống tăng 29, 34, 103, 418, 419, 747 và 1115;
    - Các trung đoàn súng cối 14 và 17
    - Các trung đoàn phòng không 133 và 1285.

### Quân đội Đức Quốc xã
Ngay sau khi không hoàn thành nhiệm vụ trong Chiến dịch Bão Mùa đông với những thiệt hại không nhỏ, Tập đoàn quân xe tăng 4 lại phải lao ngay vào mặt trận Bắc Kavkaz để yểm hộ phía sau cho Tập đoàn quân xe tăng 1 rút quân với nhiệm vụ phải giữ được hành lang Bataisk - Rostov - Novocherkassk có ý nghĩa sống còn đối với Cụm tập đoàn quân A. Lần này, Tập đoàn quân xe tăng 4 (Đức) được tăng viện thêm Quân đoàn xe tăng 48 và sư đoàn xe tăng 17 rút từ Cụm tác chiến Hollidt. Các sư đoàn cơ giới 16 và SS "Wiking" trước đây giao cho Tập đoàn quân xe tăng 1 cũng được trả về hạ lưu sông Đông. Binh lực của hai Cụm tập đoàn quân A và Sông Đông tham gia phòng ngự tại dải Salsk - Rostov gồm có:
- Tập đoàn quân xe tăng 4 do tướng Hermann Hoth chỉ huy, trong biên chế có:
  - Quân đoàn xe tăng 48 của tướng Otto von Knobelsdorff gồm:
    - Sư đoàn xe tăng 11 của tướng Hermann Balck;
    - Sư đoàn xe tăng 6 của tướng Erhard Raus, từ tháng 2 năm 1943 do tướng Walther von Hünersdorff chỉ huy;
    - Sư đoàn bộ binh 336 của tướng Walther Lucht;
    - Sư đoàn đổ bộ đường không 7

  - Quân đoàn xe tăng 57 của tướng Friedrich Kirchner gồm:
    - Sư đoàn xe tăng 17 của tướng Fridolin von Senger und Etterlin;
    - Sư đoàn xe tăng 23 của tướng Nikolaus von Vormann;
    - Sư đoàn xe tăng cận vệ SS "Wiking" của tướng SS Felix Steiner.

  - Quân đoàn bộ binh 29 của tướng Hans von Obstfelder gồm
    - Sư đoàn bộ binh 79 của tướng Gustav-Adolf von Zangen (điều động từ Tập đoàn quân 7 đóng ở Brittany (Pháp) sang
    - Sư đoàn bộ binh 117.
    - Sư đoàn đổ bộ đường không 15 của tướng Willibald Spang

  - Sư đoàn cơ giới 16 của tướng Graf von Schwerin (trực thuộc)
- Tập đoàn quân xe tăng 1 do tướng Eberhard von Mackensen chỉ huy, trong biên chế có:
  - Quân đoàn xe tăng 3 của tướng Hermann Breith gồm:
    - Sư đoàn xe tăng 7 của tướng Hans Freiherr von Funck (lấy từ lực lượng dự bị của Cụm tập đoàn quân Sông Đông)
    - Sư đoàn xe tăng 13 của tướng Wilhelm Crisolli
    - Sư đoàn xe tăng 19 của Gustav Schmidt (lấy từ Cụm tác chiến Hollidt)

  - Quân đoàn cơ giới 40 (nguyên là Quân đoàn xe tăng 40) của tướng Gotthard Heinrici gồm:
    - Sư đoàn xe tăng 3 của tướng Franz Westhoven;
    - Sư đoàn kỵ binh Cossack;
    - Sư đoàn bộ binh 304 của tướng Ernst Sieler.

  - Quân đoàn bộ binh 52 của tướng Eugen Ott gồm:
    - Sư đoàn bộ binh 50 của Friedrich Schmidt;
    - Sư đoàn bộ binh 370 của tướng Fritz Becker;
    - Sư đoàn bộ binh 111 của tướng Hermann Recknagel.

## Diễn biến

### Cuộc tấn công qua thảo nguyên Kalmyk
Mặc dù vừa chịu những thiệt hại đáng kể về người và phương tiện sau cuộc phòng ngự chống lại Tập đoàn quân xe tăng 4 trên các tuyến sông Aksai và Myskova trong tháng 12 nhưng các tập đoàn quân 51 và cận vệ 2 nhận được lệnh phải tiếp tục tấn công mà không có thời gian trinh sát chiến dịch. Mở đầu cuộc phản công ngày 5 tháng 1 năm 1943, Tập đoàn quân cận vệ 2 đã phá vỡ tuyến phòng thủ của Quân đoàn bộ binh 29 (Đức) ở Dubovskoye và bắt đầu phát triển tấn công dọc tả ngạn sông Đông lần lượt đánh chiếm các thị trấn Novozolotovskaya và Semikarakorsk. Cùng ngày, Tập đoàn quân 51 (Liên Xô) cũng đột phá thành công tuyến phòng thủ mỏng yếu của sư đoàn bộ binh 117 (Đức) tại khu vực Zimovniki và đánh chiếm các làng Tavrichenskim (???), Smetanovskim (???), Velikanov, Parshikov, Sulankovom (???), Loznoy dọc theo bờ Nam sông Sal. Sư đoàn bộ binh 87 chiếm được khu vực Kargalskaya. Ngày 14 tháng 1, Tập đoàn quân 28 mới di chuyển được những lực lượng cơ bản từ phía Tây Astrakhan đến Elista và khẩn trương tấn công vào Priyutnoye và Divnoye. Ngày 15 tháng 1, Tập đoàn quân 28 tấn công dọc theo bờ Đông hồ chứa nước Manych - Gudino đánh chiếm Proletaskoye và đến ngày 17 tháng 1 đã có mặt trước khu phòng thủ Salsk nằm trên ngã ba đường sắt cùng tên. Ngày 16 tháng 1, Tập đoàn quân 51 (Liên Xô) cũng chiếm được các điểm dân cư Orlovskiy, Sukhoi và cũng bị chặn lại trên tuyến sông Manych. Trên cánh Bắc của Phương diện quân Nam, Tập đoàn quân xung kích 5 trong 3 ngày đầu tấn công dọc bờ hữu ngạn sông Đông đã vượt qua sông Kagalnik, đánh chiếm các điểm dân cư Nikolaevskaya và Kontantinovsk nhưng đã bị sư đoàn xe tăng 6 (Đức) chặn lại trên tuyến sông Bắc Donets.
Nhận thấy nguy cơ bị các lực lượng đông hơn của quân đội Liên Xô bao vây, ngày 15 tháng 1, tướng Hermann Hoth, tư lệnh Tập đoàn quân xe tăng 4 (Đức) quyết định rút quân về tả ngạn sông Manych lập tuyến phòng thủ vững chắc. Ngoài quân số của Quân đoàn bộ binh 29 tập trung tại đây trong đó có Sư đoàn bộ binh 79 mời được điều từ Pháp sang, thống chế Erich von Manstein đã tăng cường cho tuyến phòng thủ sông Manych Sư đoàn xe tăng 11 thuộc Quân đoàn xe tăng 48. Ngay trong ngày 15 tháng 1, các đơn vị dẫn đầu của sư đoàn này gồm Trung đoàn xe tăng 503 và Tiểu đoàn 2 của Trung đoàn xe tăng 502, được trang bị 25 xe tăng Tiger I và 33 xe tăng Pz-III đã có mặt tại phòng tuyến từ Manychskaya qua Veselyy, Krasnyy Manych đến phía Tây Bắc Salsk và bắt đầu phản đột kích vào các mũi tiến công của quân đội Liên Xô. Ngày 18 tháng 1, toàn bộ Sư đoàn xe tăng 11 (Đức) đã tập kết đầy đủ tại phòng tuyến sông Manych. Nhưng như vậy vẫn chưa đủ, Thống chế Manstein yêu cầu tướng Ewald von Kleist chuyển cho Tập đoàn quân xe tăng 4 Sư đoàn cơ giới SS "Wiking" và Sư đoàn cơ giới 16 để phòng thủ trên tuyến kênh đào nối giữa hồ chức nước Manych Gudilo và sông Manych, đồng thời tăng thêm chiều dày phòng thủ tuyến Đông Bắc Rostov trong khu vực Manychskaya, Bagaevskaya, Novocherkassy cùng với Sư đoàn xe tăng 6 đang phòng thủ tại đây. Tại thành phố Rostov và khu vực phu cận, thống chế Erich von Manstein giao cho các sư đoàn xe tăng 17 và 23 là các đơn vị đã bị tổn thất đáng kể trong các chiến dịch trước đó phòng thủ.
Để tăng tốc độ tấn công, Bộ Tổng tư lệnh tối cao Liên Xô yêu cầu phải Phương diện quân Nam thành lập ngay một cụm quân xung kích, lấy nòng cốt là Quân đoàn xe tăng cận vệ 3 của tướng P. A. Rotmistrov, có sự tham gia của kỵ binh và quân đổ bộ đường không và phát động tấn công ngay ngày 14 tháng 1 để có thể chiếm Rostov vào ngày 17 hoặc 18 tháng 1, sau đó, chủ lực của phương diện quân sẽ tiếp cận sau. Tuy nhiên, do phải hành quân trên đoạn đường dài gần 200 km từ Kotelnikovo đến ngã ba sông Đông - sông Sal trong tình trạng phải dùng máy bay chở từng thùng nhiên liệu tiếp tế, mãi đến ngày 17 tháng 1, cả hai lữ đoàn xe tăng 3 và 19 mới tập hợp được 8 xe tăng T-34, 5 xe tăng T-70 và 9 xe bọc thép T-37. Khả năng vận tải đường không cũng chỉ cho phép đưa được 300 quân đổ bộ đường không tham gia tấn công. 300 quân để đánh chiếm Bataisk nơi có cả một sư đoàn xe tăng Đức đóng giữ là điều không tưởng.

### Trên phòng tuyến sông Manych
Ngày 20 tháng 1, Lữ đoàn xe tăng 13 thuộc Quân đoàn xe tăng 13 và Lữ đoàn bộ binh xung kích 76 vượt sông đánh chiếm một căn cứ đầu cầu nhỏ ở Krasnyy Manych và tấn công và phía Bắc Salsk nhưng chỉ hai ngày sau, ngày 23 tháng 1, Sư đoàn xe tăng 11 và Sư đoàn cơ giới 16 tổ chức phản kích vào sườn trái của Quân đoàn này, đánh bật họ về khu vực đầu cầu Krasnyy Manych về vị trí xuất phát, phá hủy 5 xe tăng T-34 và 2 xe tăng T-70. Tướng Hoth coi khu vực đầu cầu phía Đông Manych là vị trí nguy hiểm nên yêu cầu Sư đoàn xe tăng 11 phải đẩy quân đội Liên Xô sang bên kia sông bằng bất kỳ giá nào. Ngày 24 tháng 1, Sư đoàn xe tăng 11 (Đức) triển khai hai trung đoàn đánh bọc sườn Lữ đoàn xe tăng 13 (Liên Xô). Sau khi mất 20 xe tăng và 500 quân trong các trận đánh, chiều 24 tháng 1, Lữ đoàn xe tăng 13 và Sư đoàn bộ binh 76 phải rút 16 xe tăng còn lại về hữu ngạn sông Manych. Ở cánh Bắc, Tập đoàn quân cận vệ 2 cũng không xuyên qua được tuyến phòng thủ của Quân đoàn xe tăng 57 (Đức). Tướng P. A. Rotmistrov phải triển khai công kích vào Manychskaya khi chỉ có 1/4 quân số và xe tăng của hai lữ đoàn đến tập kết. Và kết quả cuộc tấn công đã thất bại khi gặp phải hỏa lực tập trung của Sư đoàn SS "Wiking": 5 xe tăng T-34 và 2 xe tăng T-70 bị bắn cháy. Tướng R. Ya. Malinovsky buộc phải ngừng công kích để chờ tập trung đủ lực lượng.
Ngày 20 tháng 1, các Tập đoàn quân 28 và 51 phá vỡ tuyến phòng thủ trên kênh đào Manych, đánh chiến Salsk, Bogoroditskoye, Krasnyy Manych, đẩy tuyến phòng thủ của sư đoàn bộ binh 117, sư đoàn cơ giới 16 và sư đoàn xe tăng 11 (Đức) lùi về Egorlykskaya, Mechetinskaya. Cuộc tấn công có sự tham gia của Tập đoàn quân 44 và cụm xe tăng của tướng Lopatin. Trước sức ép ngày một tăng lên của ba tập đoàn quân Liên Xô từ phía Nam kéo lên, ngày 24 tháng 1, tướng Hermann Hoth tổ chức đòn phản kích của Sư đoàn cơ giới 16 (Đức) vào sườn Tập đoàn quân 44 ở khu vực Mechetinskaya nhưng cuộc phản kích đã bị 7 trung đoàn pháo chống tăng của Tập đoàn quân 44 đánh tan sau một ngày. Tuyến phòng thủ xe tăng phía Đông Nam Rostov bị chọc thủng, ngày 4 tháng 2, tướng Hoth phải rút các đơn vị còn lại về giữ tuyến cuối cùng từ Azov qua phía Nam Bataisk đến Manychskaya.
Ngày 2 tháng 2 năm 1943, trung tướng R. Ya. Malinovsky được chỉ định thay thế trung tướng Ya. G. Kreiser làm tư lệnh Tập đoàn quân cận vệ 2. Quân đoàn xe tăng cận vệ 3 được rút ra để củng cố, thay vào đó là Quân đoàn cơ giới cận vệ 3 được điều đến từ Tập đoàn quân 51. Có thêm lực lượng từ phía Nam lên phối hợp, ngày 10 tháng 2, Tập đoàn quân cận vệ 2 và Tập đoàn quân 28 tổ chức chiếm lại Manych và vượt sông Đông đánh chiếm khu vực đầu cầu tại ngã ba sông Manych và sông Đông. Tướng Hermann Hoth ném cả hai sư đoàn xe tăng 17 và 23 đang phòng thủ Rostov ra ngã ba sông Manychskaya nhưng không thể chiếm lại được căn cứ đầu cầu do Quân đoàn bộ binh cận vệ 1 (Tập đoàn quân cận vệ 2) và Sư đoàn bộ binh cận vệ 34 (Tập đoàn quân 28) chiếm giữ với sự yểm hộ của 2 trung đoàn pháo chống tăng 117 và 417. Quân đội Liên Xô đã tạo được thế trận để đánh chiếm Rostov.

### Quân đội Liên Xô đánh chiếm Rostov

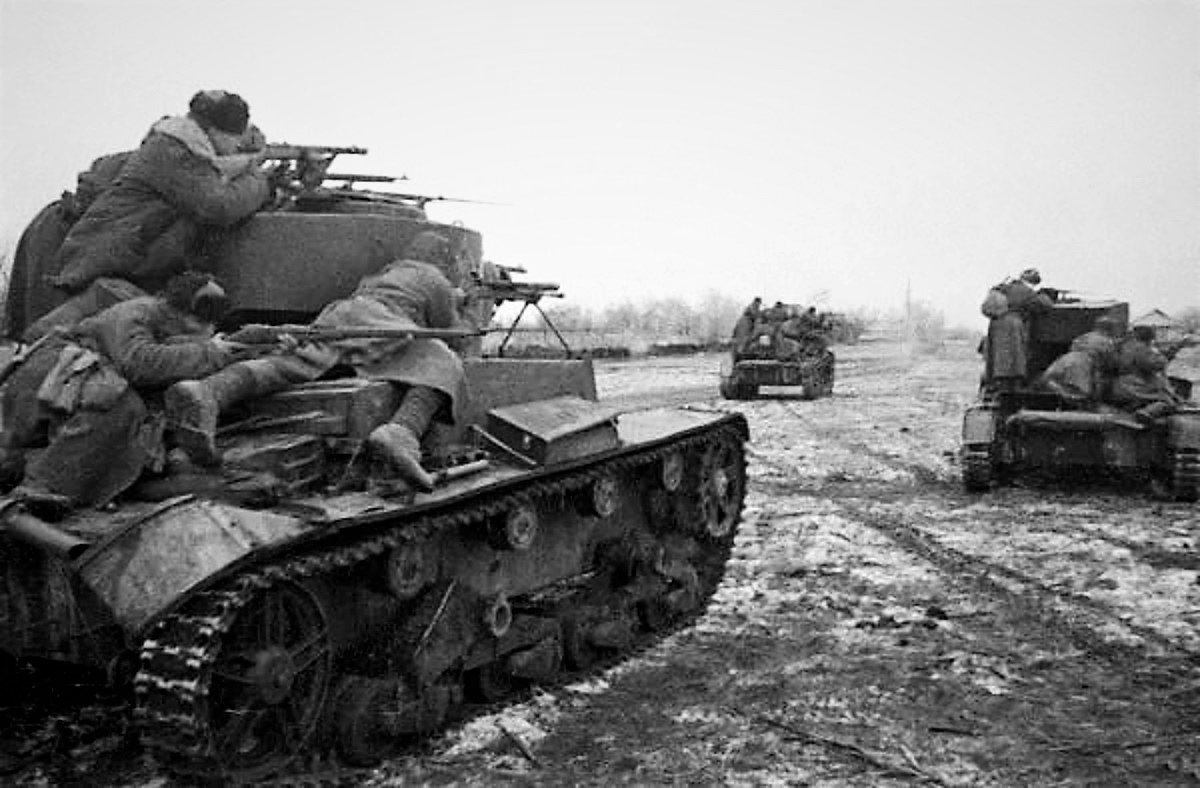
Xe tăng và bộ binh Liên Xô phản công trên hướng Rostov

Ngày 4 tháng 2 năm 1943, Tập đoàn quân 58 của Phương diện quân Bắc Kavkaz đã tiến đến bờ biển Azov, cắt rời tập đoàn quân xe tăng 1 (Đức) khỏi Tập đoàn quân 17 (Đức). Do tình thế mặt trận đã thay đổi, ngày 6 tháng 2, Phương diện quân Nam (Liên Xô) được chuyển thuộc Tập đoàn quân 44 đã cùng với Tập đoàn quân 28 và 51 áp sát cửa ngõ phía Nam Rostov. Ngày 11 tháng 2, Phương diện quân Nam (Liên Xô) thay đổi kế hoạch tấn công. Thay vì đột kích thẳng vào Rostov, Tập đoàn quân cận vệ 2 chuyển hướng mũi tấn công lên phía Bắc Rostov để cắt đứt con đường sắt từ Novocherkassk đi Rostov tại Aksay. Ngày 12 tháng 2, sau khi đã tập trung đầy đủ Quân đoàn cơ giới cận vệ 3, Quân đoàn cơ giới cận vệ 2, tướng R. Ya. Malinovsky mở cuộc tổng công kích vào Aksay. Các quân đoàn bộ binh cận vệ 1, 13 và Quân đoàn kỵ binh 4 vượt sông Đông tại Balaevskaya tấn công Novocherkassk. Ở cánh Bắc, Tập đoàn quân xung kích 5 được chuyển thuộc Quân đoàn cơ giới 6 từ Tập đoàn quân cận vệ 2 đã vượt sông Bắc Donets ở Razdorskaya và Kontantinovskaya tấn công Shakhty và Novoshakhtinsk. Ngày 13 tháng 2, Tập đoàn quân 28 đánh chiếm Bataisk, Tập đoàn quân 4 cũng đã giành lại được thị trấn Azov.
Trước nguy cơ bị vây từ phía Bắc khi không chỉ Tập đoàn quân xung kích 5 (Phương diện quân Nam) mà cả Tập đoàn xe tăng 5 (Phượng diện quân Tây Nam) cũng phát động tấn công vượt sông Bắc Donets tại Sinegorskiy và đang đẩy Cụm tác chiến Hollidt lùi về phía sông Mius, lần lượt bị mất các vị trí Krasny Sulin, Sverlovsky (???) và Likhovskoye. Con đường sắt từ Rostov qua Shakhty lên phía Bắc bị cắt đứt ở nhiều đoạn. Tập đoàn quân xe tăng 4 (Đức) đã giữ phòng tuyến phòng tuyến trên sông Manych trong khoảng thời gian tối thiểu cần thiết để Tập đoàn quân xe tăng 1 (Đức) có thể rút phần lớn những lực lượng cơ bản của họ khỏi Bắc Kavkaz nhưng đến ngày 14 tháng 2 thì nó không còn đủ sức giữ được Rostov nữa. Sáng sớm ngày 14 tháng 2, Tập đoàn quân xe tăng 4 và những đơn vị còn lại của Tập đoàn quân xe tăng 1 (Đức) rút chạy về phía sông Mius, bỏ lại phía sau các vũ khí nặng gồm xe tăng hỏng, pháo và súng cối.
Quân đội Liên Xô tiếp tục truy kích quân Đức trong nửa cuối tháng 2 năm 1943, đẩy tuyến mật trận về phía Tây thêm từ 90 đến 150 km, lần lượt chiếm được các vị trí Chaltyr, Shakhty, Novocherkassy, Grekovye (???), Ulyanovka (???), Maryevka (???) và Robensky (???) và đến cuối tháng 3, họ phải dừng lại trước tuyến phòng thủ vững chắc của Cụm tác chiến Hollidt thuộc Cụm tập đoàn quân Nam (nguyên là Cụm tập đoàn quân Sông Đông) trên hữu ngạn sông Mius mà người Đức gọi là "Phòng tuyến xanh", được thiết lập đồng thời với phòng tuyến cùng tên trên bán đảo Taman. Cuộc phản công mùa Đông của quân dội Liên Xô tại khu vực Bắc Kavkaz kết thúc.

## Kết quả
Kết quả lớn nhất của chiến dịch phản công Salsk-Rostov mà quân đội Liên Xô đạt được là thu hồi thành phố Rostov, một trong các thành phố quan trọng ở miền Nam Nga, cửa ngõ của khu vực Kavkaz. Cùng với Rostov là toàn bộ mạng lưới đường sắt vùng nam Donets từ Stalingrad đi Rostov, từ Rostov lên phía bắc qua các đầu mối giao thông Sverdlovsk, Likhovskoye và toàn bộ tuyến đường thủy ở hạ lưu sông Đông cũng đã được thu hồi. Hệ thống giao thông này đã nối liền và hợp nhất toàn bộ tuyến đường sắt dọc bờ tây sông Đông và sông Bắc Donets từ Moskva xuống phía nam, trừ các khu vực Oryol và Kharkov vẫn còn tạm thời nằm trong vùng quân Đức chiếm đóng. Mặc dù việc khôi phục kéo dài khoảng 3 đến 4 tháng nhưng mạng lưới đường sắt này đã tạo điều kiện thuận lợi cho quân đội Liên Xô có thể cơ động lực lượng ở cánh Nam của mặt trận Xô-Đức, tạo những cơ sở thuận lợi cho cuộc phản công mùa thu năm 1943 trên mặt trận Nam Ukraina.
Tuy nhiên, mục đích chiến dịch cao nhất của quân đội Liên Xô là cô lập Cụm tập đoàn quân A (Đức) ở Bắc Kavkaz đã không thực hiện được. Không có một bằng chứng nào cho thấy ý đồ này của quân đội Liên Xô bị quân đội Đức Quốc xã phát hiện do các hoạt động tình báo. Ngay từ khi Adolf Hitler tách Cụm tập đoàn quân Nam là đội và điều Cụm tập đoàn quân A vào Bắc Kavkaz, nhiều tướng lĩnh Đức đã cảm thấy sự phiêu lưu và bất ổn cho hai hành động quân sự trên hai hướng gần như tách rời nhau như vậy. Cuối cùng thì việc phải đến đã đến. Khi không những không còn đủ lực lượng để tiếp tục tấn công ở Bắc Kavkaz mà cũng không còn đủ lực lượng để cứu Tập đoàn quân 6 (Đức) bị vây hãm tại Stalingrad thì Bộ chỉ huy tối cao quân đội Đức Quốc xã buộc phải lựa chọn một trong 2 mục tiêu cần giữ lại: Tập đoàn quân 6 hoặc Cụm tập đoàn quân A. Sự thất bại của chiến dịch Bão Mùa đông cho thấy không những quân đội Đức Quốc xã không đủ lực lượng để cùng lúc làm hai nhiệm vụ giải cứu mà còn là sự báo hiệu những nguy cơ mới cho quân đội Đức Quốc xã trên cánh Nam của mặt trận Xô-Đức. Không đợi đến khi Tập đoàn quân 6 hoàn toàn bị tan rã, bị tiêu diệt và bị bắt làm tù binh, Bộ Tổng tư lệnh quân đội Đức Quốc xã đã có kế hoạch rút quân khỏi Bắc Kavkaz bất chấp chỉ lệnh của Hitler cấm rút quân. Khác với những lần trách phạt các tướng lĩnh về việc rút quân trước đó ở Moskva, lần này, Adolf Hitler buộc phải đồng ý.